# Teatro Maria Filotti
El Teatro Maria Filotti (en rumano:Teatrul Maria Filotti) es un teatro en Brăila, Rumania.
El teatro fue construido en 1896 como el "Teatrul Rally" (Teatro Rally). En 1919, pasó a llamarse "Teatrul Comunal" ("El Teatro Comunitario"), en 1949, "Teatrul del Stat Brăila - Galaţi"  ("El Teatro Estatal de Brăila - Galaţi"), y en 1969, adquirió su nombre actual, en honor de la actriz rumana Maria Filotti (1883-1956).
El teatro tiene 369 asientos.